# Regan (Dakota du Nord)
Pour les articles homonymes, voir Regan.
La ville de Regan est située dans le comté de Burleigh, dans l’État du Dakota du Nord, aux États-Unis. Lors du recensement de 2010, sa population s’élevait à 43 habitants.

## Histoire
Regan a été fondée en 1912.

## Démographie
| 1920 | 1930 | 1940 | 1950 | 1960 | 1970 |
| ---- | ---- | ---- | ---- | ---- | ---- |
| 202  | 162  | 149  | 129  | 104  | 74   |

| 1980 | 1990 | 2000 | 2010 | - | - |
| ---- | ---- | ---- | ---- | - | - |
| 71   | 51   | 43   | 43   | - | - |

## À noter
Regan fait partie de l’agglomération de Bismarck, la capitale de l’État.

## Source
- (en) Cet article est partiellement ou en totalité issu de l’article de Wikipédia en anglais intitulé « Regan, North Dakota » (voir la liste des auteurs).

1. ↑  (en) « Statistiques des États-Unis - Dakota du nord - Profils des comtés de 2010 » (consulté en juin 2021)